# Jantine Tammes

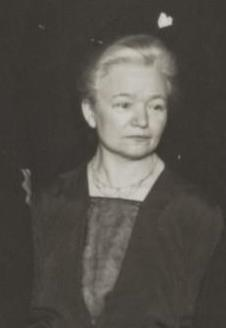
Tine Tammes (1926)

Jantine Tammes (* 23. Juni 1871 in Groningen; † 20. September 1947 ebenda) war eine niederländische Botanikerin. Ihr botanisches Autorenkürzel lautet „Tammes“.

## Leben
Jantine Tammes besuchte ab 1883 die Mädchenmittelschule. Mit dieser Ausbildung war es ihr nicht möglich, ein Universitätsstudium aufzunehmen, auch waren die Zugangsquoten für Mädchen zu Gymnasien limitiert. Daher nahm sie in den Naturwissenschaften zunächst Privatunterricht. 1890 ging Jantine Tammes an die Universität von Groningen. Dort war es Frauen gestattet zu studieren, eine Zulassung zum Examen erhielten sie jedoch nicht. Im Jahr 1896 gründete Tammes gemeinsam mit zwei weiteren Studentinnen den Walking Club, die älteste Studentinnenvereinigung der Niederlande. 1898 wurde der Club in Groningen Female Student Society umbenannt, im Jahr 1912 erhielt er den Namen Magna Pete. Jantine Tammes legte 1892 ein Lehrerinnenzertifikat für die Fächer Physik, Erdkunde und Chemie ab, im Jahr 1897 erwarb sie ein weiteres für die Fächer Botanik, Zoologie, Mineralogie und Geologie. Ihren Lebensunterhalt bestritt Jantine Tammes zunächst als Lehrerin an einer Mädchenmittelschule. In der Folge nahm sie eine Assistentenstelle bei J.W. Molls an, der als Professor für Botanik an der Universität Groningen tätig war. Er vermittelte ihr einen Forschungsaufenthalt im Labor des Pflanzengenetikers Hugo de Vries in Amsterdam. Jantine Tammes konnte dort ihre Kenntnisse im Bereich Evolution und Genetik vertiefen.
Zurück in Groningen forschte sie zu diesen Themen und entwickelte die genetischen Versuche de Vries weiter. Die Universität betraute sie außerdem mit der Betreuung der studentischen botanischen Praktika. Aufgrund einer breit angelegten Kampagne von Moll und gutachterlicher Unterstützung renommierter Botaniker erhielt Jantine Tammes 1919 eine außerordentliche Professur für Variabilität und Vererbung. Sie blieb bis zu ihrer Emeritierung 1937 in dieser Position.

## Wissenschaftliches Wirken
Jantine Tammes hat wesentliche Kenntnisse zur Pflanzengenetik beigetragen. In ihrem 1911 publizierten Fachbeitrag Das Verhalten fluktuierend variierender Merkmale bei der Bastardisierung stellte sie dar, dass die Multiple-Faktoren-Hypothese die Vererbung kontinuierlicher Merkmale erklären kann. Obwohl ihre wissenschaftliche Arbeit diejenige ihres Kollegen Nilsson-Ehle übertraf und sie auch mehr experimentelle Daten als Beleg lieferte, wurden ihre Erkenntnisse in der Geschichte der Botanik ihrem Kollegen zugeschrieben.

## Würdigung
Für ihren Beitrag zur Pflanzengenetik verlieh die Universität Groningen Jantine Tammes 1912 die Ehrendoktorwürde.